# لیني
ليني ( لينا سابقًا) ، هي بلدية (بلدية) في مدينة تورينو في المنطقة الإيطالية بيدمونت ، وتقع على بعد حوالي 13 كيلومتر (8 ميل) شمال تورينو .

## المدن التوأم
- Bangolo، Côte d'Ivoire, since 2004

## روابط خارجية
- الموقع الرسمي